# Germanenorden
Germanenorden, Teutonský řád nebo Germánský řád byla tajná společnost v Německu na začátku 20. století. Germanenorden byl vytvořen několika německými prominentními okultisty v roce 1912, včetně Hermanna Pohla, jejich prvního vůdce.

Řád, jehož symbolem byla svastika, měl bratrskou hierarchickou strukturu podobně jako svobodní zednáři. Svoje nováčky učili nacionalistickým ideologiím nadřazenosti nordické rasy a antisemitismu, stejně jako okultismu, většinou magickým filosofiím.
Existují určité spekulace, že NSDAP pod vedením Adolfa Hitlera byla politickou loutkou této tajné společnosti.
Eberhard von Brockhusen byl velmistrem lóže.